# 15 Bootis
Désignations
15 Bootis est une étoile binaire de la constellation du Bouvier, située à environ 260 années-lumière de la Terre.